# Alia Sylla
Alia Sylla, né le 4 septembre 1988 à Conakry, est un footballeur guinéen, jouant comme attaquant.

## Biographie
Il commence sa carrière dans deux clubs amateurs russes, dans l'oblast de Moscou entre 2010 et 2012, avant de découvrir la première division tadjike en 2013. Durant la saison 2013, avec l'Energetik Douchanbé, il inscrit six buts et termine huitième du championnat, puis il est transféré la saison suivante dans un autre club tadjik, le CSKA-Pamir, sans pour autant remporter un titre.
En 2015, il signe dans le club kirghiz de FC Alay Och et remporte successivement les  éditions 2015, 2016 et 2017 du championnat kirghiz, en devenant aussi le meilleur buteur (2015 : 17 buts ; 2016 : 20 ou 21 buts ; 2017 : 12 buts). Il participe régulièrement à la coupe de l'AFC, sans pour autant passer le premier tour.